# Koźniewice
Koźniewice – wieś w Polsce położona w województwie łódzkim, w powiecie radomszczańskim, w gminie Kamieńsk. 
Według Narodowego Spisu Powszechnego Ludności i Mieszkań z 2011 roku liczba ludności wynosiła 245 osób.

## Historia
W latach 1975–1998 miejscowość administracyjnie należała do województwa piotrkowskiego.